# Роргон II (граф Мэна)
Роргон (Рорикон) II (фр. Rorgon (Rorico); погиб в 865) — граф Мэна с 853 года из дома Роргонидов, сын графа Мэна Роргона I и Билишильды.

## Биография
В момент смерти отца Роргон был слишком мал, поэтому графство Мэн оказалось под управлением его дяди Гозберта. После казни Гозберта в 853 году управление графством перешло к Роргону.
В 856 году король Западно-Франкского государства Карл II Лысый создал герцогство со столицей в Ле-Мане для своего сына Людовика. Роргона II он назначил наставником сына. 
Образование герцогства вызвало недовольство нейстрийской знати, которая восстала под руководством Роберта Сильного. В результате Карл Лысый, также видя неспособность сына справиться с норманнами и бретонцами, упразднил герцогство, что вызвало восстание теперь уже Людовика вместе с Роргоном. Бунт был подавлен, но Карл даровал мятежникам прощение. Вместо герцогства он образовал Нейстрийскую марку, но при этом он обошёл Роргонидов, что вызвало их недовольство. Роргон вместе с братом Гозфридом восстал, вступив в союз с королём Бретани Саломоном III.
Роргон II был убит в 865 году норманнами. О его браке и детях ничего не известно. Графство Мэн унаследовал его брат Гозфрид.